# Smooth Criminal
"Smooth Criminal" là đĩa đơn thứ 7 của ca sĩ/nhạc sĩ người Mỹ Michael Jackson từ album Bad (1987). Bài hát có nhịp độ nhanh, dồn dập đan xen với lời bài hát của Jackson về một phụ nữ tên là Annie, người đã bị tấn công tại căn hộ của mình bởi một tên tấn công "nhanh như cắt". "Smooth Criminal" ban đầu được chọn làm tiêu đề album, nhưng Quincy Jones đã phản đối điều đó. Nó được phát hành dưới dạng đĩa đơn vào ngày 24 tháng 10 năm 1988, và đạt vị trí thứ 7 trên bảng xếp hạng Billboard Hot 100. Smooth Criminal đã được tái phát hành vào ngày 10 tháng 4 năm 2006, như là một phần của box set Visionary: The Video Singles và đạt vị trí thứ 19 tại Anh. Đây được xem là một trong những bài hát phổ biến mỗi khi nhắc đến Jackson, và đã xuất hiện trên nhiều album tuyển tập của ông, bao gồm: Number Ones, The Essential Michael Jackson, Michael Jackson: The Ultimate Collection, King of Pop, This Is It, và Immortal.
Bài hát cũng là bài hát chủ đề cho bộ phim năm 1988 Moonwalker của Jackson. Đĩa đơn đã bán được hơn 7,5 triệu bản.

## Danh sách bài hát
- Đĩa 7":[5]

1. "Smooth Criminal" (bản đĩa đơn) – 4:10
2. "Smooth Criminal" (bản không lời) – 4:10

- Đĩa 12" maxi và CD-maxi:[5]

1. "Smooth Criminal" (extended dance mix) – 7:46
2. "Smooth Criminal" (extended dance mix radio edit) – 5:20
3. "Smooth Criminal" ("Annie" mix) – 5:35
4. "Smooth Criminal" (dance mix – dub version) – 4:45
5. "Smooth Criminal" (a cappella) – 4:12

- Đĩa Visionary:[5]

Mặt CD:
1. "Smooth Criminal" – 4:10
2. "Smooth Criminal" (extended dance mix) – 7:45

Mặt DVD:
1. "Smooth Criminal" (Video)

- Đĩa 3" CD:[5]

1. "Smooth Criminal" (extended dance mix) – 7:46
2. "Smooth Criminal" ("Annie" mix) – 5:35
3. "Smooth Criminal" (dance mix – dub version) – 4:45

- Đĩa CD promo:[5]

1. "Smooth Criminal" (single mix) – 4:12
2. "Smooth Criminal" (extended dance mix) – 7:46
3. "Smooth Criminal" (extended dance mix radio edit) – 5:20
4. "Smooth Criminal" ("Annie" mix) (different from other releases) – 5:35
5. "Smooth Criminal" (dance mix – dub version) – 4:45
6. "Smooth Criminal" (a cappella) – 4:12

## Xếp hạng
| Bảng xếp hạng (1988–1989)                       | Vị trí cao nhất |
| ----------------------------------------------- | --------------- |
| Úc (ARIA)                                       | 16              |
| Pháp (SNEP)                                     | 4               |
| Đức (GfK)                                       | 9               |
| Ireland (IRMA)                                  | 1               |
| Hà Lan (Dutch Top 40)                           | 1               |
| New Zealand (Recorded Music NZ)                 | 29              |
| Spain (AFYVE)                                   | 1               |
| Thụy Sĩ (Schweizer Hitparade)                   | 5               |
| UK (Official Charts Company)                    | 8               |
| US Billboard Hot 100                            | 7               |
| US Billboard Hot Dance Club Play                | 1               |
| US Billboard Hot Dance Music/Maxi-Singles Sales | 1               |
| US Billboard Hot R&B/Hip-Hop Singles            | 1               |

| Bảng xếp hạng (2006)             | Vị trí cao nhất |
| -------------------------------- | --------------- |
| Pháp (SNEP)                      | 61              |
| Ireland (IRMA)                   | 14              |
| Ý (FIMI)                         | 6               |
| Hà Lan (Single Top 100)          | 20              |
| Tây Ban Nha (PROMUSICAE)         | 1               |
| UK (The Official Charts Company) | 19              |

| Bảng xếp hạng (2009)            | Vị trí cao nhất |
| ------------------------------- | --------------- |
| Úc (ARIA)                       | 16              |
| Áo (Ö3 Austria Top 40)          | 30              |
| Đan Mạch (Tracklisten)          | 28              |
| Eurochart Hot 100 Singles       | 20              |
| French Digital Singles Chart    | 10              |
| Hot Canadian Digital Singles    | 22              |
| Ý (FIMI)                        | 17              |
| Hà Lan (Single Top 100)         | 22              |
| New Zealand (Recorded Music NZ) | 37              |
| Tây Ban Nha (PROMUSICAE)        | 33              |
| Thụy Điển (Sverigetopplistan)   | 12              |
| Thụy Sĩ (Schweizer Hitparade)   | 12              |
| UK (Official Charts Company)    | 13              |
| UK Download Chart               | 13              |
| US Billboard Hot Digital Songs  | 12              |

| Bảng xếp hạng (2013) | Vị trí cao nhất |
| -------------------- | --------------- |
| Pháp (SNEP)          | 172             |